# S̱
S̱ (minuscule : s̱), appelé  S macron souscrit, est un graphème utilisé dans l’écriture du tahltan, dans la romanisation de l’arabe du GENUNG, dans la romanisation de l’İslâm Ansiklopedisi du turc ottoman, et dans la romanisation de l’alphabet kharoshthi.
Elle est composée de la lettre S diacritée d’un macron souscrit.

## Utilisation
En tahltan, le s̱ est utilisé comme lettre de l’alphabet représentant une consonne fricative dentale sourde [θ] et dans les digrammes ts̱ et ts̱’, représentant une consonne affriquée dentale sourde aspirée [t͡θʰ] et une consonne affriquée dentale sourde aspirée éjective [t͡θʰʼ],, par exemple dans s̱indah « assis », ts̱ē « pierre », ts̱’i’ « tête ».
Le s macron souscrit ‹ s̱ › est utilisé dans la romanisation de l’arabe de 2017 du Groupe d’experts des Nations unies pour les noms géographiques (GENUNG) pour transcrire le ṣād ‹ ﺺ ›. Le s cédille ‹ ş › était utilisé était utilisé dans la romanisation de 1972 des Nations unies.

## Représentations informatiques
Le S macron souscrit peut être représenté par les caractères Unicode suivant :
- décomposé (latin de base, diacritiques) :

| formes    | représentations | chaînes de caractères | points de code | descriptions                                          |
| --------- | --------------- | --------------------- | -------------- | ----------------------------------------------------- |
| capitale  | S̱               | S◌̱                    | U+0053 U+0331  | lettre majuscule latine s diacritique macron souscrit |
| minuscule | s̱               | s◌̱                    | U+0073 U+0331  | lettre minuscule latine s diacritique macron souscrit |

## Sources
- (en) John Alderete et Amber Blenkiron, Tahltan grammar synopsis, 2014 (lire en ligne)
- Korkut M. Buğday, Osmanisch: Einführung in die Grundlagen der Literatursprache, Otto Harrassowitz Verlag, 1999
- (en) Andrew Glass, Stefan Baums et Richard Salomon, Proposal to Encode Kharoṣṭhī Script in Plane 1 of ISO/IEC 10646 (no L2/02-203 R2), 19 septembre 2002 (lire en ligne)
- (en) UNGEGN Working Group on Romanization Systems, « Arabic », dans Report on the current status of the United Nations Romanization systems for geographical names, juin 2018, 5e éd. (lire en ligne)